# Botaniczeskij sad
Botaniczeskij sad (ros. Ботанический Сад – Ogród botaniczny) – stacja moskiewskiego metra (kod 089) linii Kałużsko-Ryskiej. Nazwa wskazuje, że leży blisko Ogrodu Botanicznego, jednakże bliżej wejścia znajduje się stacja Władykino linii Sierpuchowsko-Timiriaziewskiej. Dominującym elementem dekoracyjnym jest natura (np. aluminiowe panele z motywem kwiatowym). Przy lokowaniu uwzględniono stworzenie w przyszłości centrum przesiadkowego ze względu na położenie stacji pod koleją. Stacja jest jednopoziomowa, posiada jeden peron. Wyjścia prowadzą na ulice Leonowa, Snieżnaja, Botaniczeskij Sad, projezd Sieriebrjakowa.